# Restrepia persicina
Restrepia persicina är en orkidéart som beskrevs av Carlyle August Luer och Alexander Charles Hirtz. Restrepia persicina ingår i släktet Restrepia och familjen orkidéer. Inga underarter finns listade i Catalogue of Life.